# Eduard Márquez i Tañá
Eduard Márquez i Tañá (Barcelona, 18 de novembre de 1960) és un escriptor català.És autor, entre altres obres, de la novel·la La decisió de Brandes, que va merèixer el Premi de la Crítica de narrativa catalana en l'edició de 2007. La novel·la narra el dilema d'un pintor davant les amenaces nazis, enmig d'històries familiars i de salts en el temps. També és autor de reculls de poemes i de llibres infantils. El seu estil destaca per la barreja de lirisme i elements quotidians.

## Llibres per a infants
- Hoax (Cruïlla, 1999)
- La maledicció del cavaller Nomormai (Cruïlla, 2000)
- Els somnis de l'Aurèlia (Cruïlla, 2001)
- L'Aurèlia i el robaombres (Cruïlla, 2002)
- Les granotes de la Rita (Cruïlla, 2002)
- L'Oriol i el ratolí Pérez (Cruïlla, 2003)
- L'Andreu i el mirall de les ganyotes (Cruïlla, 2004)
- Una mala idea (Cruïlla, 2008)
- La XXL i el Doctor Kaos (Cruïlla, 2009)
- La XXL i el Capità Isòbara (Cruïlla, 2009)
- La XXL i la MultiMulti (Cruïlla, 2009)
- La XXL i la banda dels Swoonarie (Cruïlla, 2009)

## Poesia
- La travesía innecesaria (1991)
- Antes de la nieve (1994)

## Reculls de narracions curtes
- Zugzwang (Quaderns Crema, 1995)
- L'eloqüència del franctirador (Quaderns Crema,1998)

## Novel·les
- Cinc nits de febrer (Quaderns Crema,2000)
- El silenci dels arbres (Empúries, 2003)
- La decisió de Brandes (Empúries, 2005)
- L'últim dia abans de demà (Empúries, 2011)
- 1969 (L'Altra Editorial, 2022)